# Peter Ögren
Peter Ögren, född 7 augusti 1965 i Stockholm, är en svensk musiker. Han spelade ståbas iförd fez i bandet Robert Johnson and Punchdrunks, samt i Hi-Winders.